# Spargania semirubra
Spargania semirubra là một loài bướm đêm trong họ Geometridae.